# ایلورین
ایلورین (به لاتین: Ilorin) یک شهر در نیجریه است که در ایالت کوارا واقع شده‌است.

## خصوصیات
ایلورین ۷۶۵ کیلومترمربع مساحت و ۹۰۸٬۴۹۰ نفر جمعیت دارد.